# Kozara Nemzeti Park
A Kozara Nemzeti Park nemzeti park Bosznia-Hercegovinában, pontosabban a Boszniai Szerb Köztársaság északi részén. 1967-ben alapult meg mint nemzeti park.